# Molecular Ecology
Molecular Ecology est une revue scientifique bimensuelle sur la recherche en génétique moléculaire publiée par Wiley-Blackwell qui aborde l'écologie, l'évolution, l'adaptation, la population et la biologie moléculaire.
D'après le Journal Citation Reports, le facteur d'impact de ce journal était de 6,494 en 2014. 